# Myadestes lanaiensis
Myadestes lanaiensis là một loài chim trong họ Turdidae.